# Дражен Ердемовић
Дражен Ердемовић (Тузла, 25. новембар 1971) који је у време рата у БиХ био припадник Армије Републике Босне и Херцеговине, Хрватског вијећа одбране и 10. диверзантског одреда Војске Републике Српске са којим је учествовао у масакру у Сребреници.
Због учешћа у овом догађају, осуђен је на пет година затвора пред Међународним кривичним судом за бившу Југославију.

## Ратни пут
Рат у Босни и Херцеговини 1992. године је затекао Ердемовића на одслужењу војног рока у војној полицији Југословенске народне армије. Маја или јула исте године, придружио се Армији Републике Босне и Херцеговине. Касније је постао припадник Хрватског вијећа одбране и ту остао до 3. новембра 1993. године. Наводно је желео да напусти ратна збивања и оде у Швајцарску. Припадник Војске Републике Српске је постао априла 1994. године.
Према његовим речима, одабрао је да се придружи 10. диверзантском одреду, где је добио чин поручника или наредника.
Средином јула 1995. године, учествовао је у стрељању Бошњака у Сребреници.
Након једног кафанског сукоба 22. јула 1995. године у Бијељини, Ердемовић је рањен са 5 или 6 метара и сутрадан пребачен на лечење на Војномедицинској академији у Београду. На лечењу је остао до октобра 1995. године, тако да се више није ни враћао у састав Војске Републике Српске.

## Суђење у Хагу
Служба државне безбедности га је ухапсила у Бечеју. Након саслушања у Новом Саду, 30. марта је испоручен трибуналу у Хагу. Међународни кривични суд за бившу Југославију је 22. маја 1996. године подигао оптужницу за злочине против човечности против Ердемовића.
На суђењу је признао кривицу. Пред првостепеним већем трибунала је осуђен 29. новембра 1996. године на десет година затвора. Жалбено веће је 7. октобра 1997. године вратило предмет на поновно суђење, па је Ердемовић осуђен 5. марта 1998. године на пет година затвора.